# Karl Groß
Karl Groß (1881) è stato un calciatore austriaco, di ruolo difensore.

## Carriera

### Nazionale
Esordisce il 3 novembre 1907 contro l'Ungheria (4-1).